# Frankenstein (1931.)
Frankenstein je SF film Jamesa Whalea iz 1931. djelomično temeljen na istoimenom romanu Mary Shelley.

## Sadržaj
Henry Frankenstein (Colin Clive), mladi znanstvenik, i njegov odani pomoćnik Fritz (Dwight Frye), grbavac, sastavljaju ljudsko tijelo, čije su dijelove potajno skupili iz raznih izvora. Frankensteinova velika želja je da, uz pomoć raznih električnih sprava koje je usavršio, napravi živog čovjeka.
Elizabeth (Mae Clarke), njegova zaručnica, zabrinuta je zbog nekih njegovih djela. Ne razumije se zašto se on sakriva u napuštenom tornju, kojeg je opremio kao laboratorij i odbija da vidi ikoga. Ona i njezin prijatelj, Victor Moritz (John Boles), odlaze do Dr. Waldmana (Edward Van Sloan), Frankensteinovog starog profesora medicine, i traže njegovu pomoć. Elizabeth, uporna u tome da spasi Frankensteina, dolazi upravo u trenutku kada on izvod konačna testiranja. Svi promatraju Frankensteina i grbavca dok podižu mrtvo stvorenje na operacijskom stolu, visoko u sobi, prema otvoru na vrhu laboratorija. Onda se dešava užasan udar groma, Frankensteinove električne mašine se lome i počinje se pokretati ruka Frankensteinovog čudovišta (Boris Karloff).
Fritzovom greškom, za Frankensteinove eksperimente nabavljen je mozak kriminalca, pa čudovište zbog toga može samo mrziti i ubijati. Čudovište na kraju, unatoč grotesknom izgledu, ne izgleda kao zla zvijer, već kao nevino stvorenje. Frankenstein mu poželi dobrodošlicu u laboratoriju i zamoli ga da sjedne, što ono i uradi. Fritz, međutim, uđe s bakljom u ruci, što preplaši čudovište. Njegovu uplašenost Frankenstein i Dr. Waldman zamijene za pokušaj napada, pa ga odnose u tamnicu i okuju ga lancima. Misleći da nije podobno za društvo i da će prvom šansom napraviti katastrofu, ostavljaju čudovište zaključano, gdje mu se Fritz suprotstavlja bakljom. Dok Henry i Dr. Waldman raspravljaju sudbinu čudovišta, čuju vrisak iz tamnice. Frankenstein i Dr. Waldman otrče tamo i otkriju da je čudovište zadavilo Fritza. Čudovište pojuri za njima, ali oni uspiju pobjeći iz tamnice, i zaključaju čudovište unutra. Shvativši da čudovište mora biti uništeno, Henry priprema injekciju sa snažnom drogom i njih dvojica se dogovore da puste čudoviše i da mu ubrizgaju injekciju kada napadne. Nakon što otključaju vrata, stvorenje izlazi i pojuri prema Frankensteinu, a Dr. Waldman mu ubrizgava injekciju u leđa. Čudovište sruši Dr. Waldmana na pod i gotovo ubije Henryja kada droga počne djelovati; onesvijesti se i padne na pod.
Henry odlazi kako bi se pripremio za svoje vjenčanje dok Dr. Waldman provodi istraživanje nad nesvjesnim čudovištem. Dok se on priprema za disekciju, čudovište se probudi i zadavi ga. Pobjegne iz tornja i luta krajolikom. Nakratko se susreće s kćerkom jednog farmera, Marijom (Marilyn Harris), koja ga zamoli da joj se pridruži u igri u kojoj bacaju cvijeće u jezero i promatraju ga dok pluta. Čudovište uživa u igri, ali kada im ponestane cvijeća, desi se tragedija. Zbog svog oštećenog mozga, čudovište pomisli da će Maria (koja ne zna plivati) plutati kao i cvijeće, pa je uzme i baci je u jezero, a ona se utopi. Shvativši da je napravilo grešku, čudovište se udalji s osjećajem zabrinutosti i pokajanja. Scena utapanja jedna je od najkontroverznijih u filmu i dugo je bila cenzurirana.
Završivši s pripremama za vjenčanje, Frankenstein je ponovo svoj i veoma sretan s Elizabeth. Trebaju se vjenčati čim dođe Dr. Waldman. Victor utrči unutra i objasni da je doktor pronađen zadavljen u sobi za operacije. Frankenstein sumnja da je čudovište krivo. Vrisak koji ledi krv u žilama uvjeri ga da je čudovište u kući. Pronalaze Elizabeth nesvjesnu na krevetu; čudovište je pobjeglo. Ono želi samo uništiti Frankensteina.
Vodeći sa sobom ljutu grupu seljaka, Frankenstein pretražuje okolinu u potrazi za čudovištem. Odvoji se od grupe i čudovište ga otkrije; bulje jedno u drugo na nekoliko trenutaka, a zatim ga čudovište napadne. Nakon borbe, u kojoj Frankensteinova baklja ne uspijeva da ga spasi, čudovište ga onesvijesti i odnese u staru vjetrenjaču. Seljaci čuju njegove vriske i slijede ih. Napokon došavši do vjetrenjače, otkriju da se čudovište popelo na sami vrh, zajedno s Frankensteinom. Ljuto, ono ga baci na tlo. Frankensteinov pad je prikinut udarcem o krilo vjetrenjače, što ga spasi od sigurne smrti. Neki seljaci požure da ga odvedu kući, a ostali ostaju i zapale vjetrenjaču i unište zatočeno čudovište.
Poslije, u dvorcu Frankenstein, Frankensteinov otac, Baron Frankenstein (Frederick Kerr) slavi vjenčanje svog sina sa zdravicom budućem unuku.

## Kritika
Najčuveniji film u nizu ekranizacija romana engleske književnice Mary Wollstonecraft Shelley o čudovištu Frankenstein, ovaj film se smatra apsolutnim klasikom. Frankenstein je zapravo naziv doktora koji stvara čudovište dok čudovište nema ime. Upravo nakon ovog filma i čudovište se općenito naziva Frankenstein. Jedan od najčuvenijih filmova strave, koji je postavio nove standarde u žanru. Boris Karloff se proslavio likom čudovišta i postao vodeći glumac u tom žanru 1930-ih. Mnogi likovi u kasnijim filmovima i serijama, npr. sluga Lurch iz Obitelji Adams, odaju hommage liku čudovišta iz ovog filma.

## Zanimljivosti
Ovaj film nije nastao prema romanu Frankenstein ili moderni Prometej, 1818., engleske književnice Mary Wollstonecraft Shelley, već se oslanja samo na osnovnu ideju stvaranja čudovišta. Radnja filma je utemeljena na drami Peggy Webling. Ulogu čudovišta je odbio Bela Lugosi. U izboru Američkog filmskog instituta 100 najboljih američkih filmova svih vremena, 16. lipnja 1998. godine, Frankenstein je zauzeo 87. mjesto. Godine 1935. snimljen je nastavak Frankensteinova nevjesta.